# Одет Еннейбл
Одет Джульєтта Еннейбл (англ. Odette Juliette Annable), до шлюбу Юстман (англ. Odette Yustman) — американська акторка та модель. Насамперед відома ролями докторки Джессіки Адамс у серіалі «Доктор Хаус», Бет Макінтайр у фільмі «Монстро», Обрі Діаз у серіалі «Дорога в осінь», Саманти Аріас у серіалі «Супердівчина» та Ноли Лонґшедов у серіалі «Банші».

## Біографія
Народилася у Лос-Анджелесі, Каліфорнія. Її мати Лідія — кубинка. Її батько Віктор Юстман, за походженням на половину італієць, на половину француз, народився у Боготі, Колумбія, а виріс у Нікарагуа.
Закінчила Вудкрестську християнську середню школу у Ріверсайді, Каліфорнія. Після закінчення планувала здобути ступінь у бізнес-фінансах в університеті Лойола Меримаунт, але зрештою вирішила продовжити акторську кар'єру.
10 жовтня 2010 року одружилася з виконавцем головної ролі в «Братах та сестрах» Дейвом Еннейблом. У їхній весільній обітниці Одет пообіцяла, що навчить Дейва іспанської, а також у її планах навчити іспанської мови майбутніх дітей. Народила двох доньок.

### Кар'єра
Як акторка дебютувала роллю іспаномовної студентки Рози у фільмі «Дитсадковий поліцейський», пізніше знімалася у різноманітних телевізійних шоу і кінофільмах, серед яких ролі у серіалах «Саус Біч» і «Дорога в осінь». 2007 року знялась у фільмі «Безрозсудна поведінка: Спіймані на плівку», після якого її помітили й запросили виконати головну роль у фільмі «Монстро» Дж. Дж. Абрамса. Того ж року озвучила Аманту з комп'ютерної гри «Fallout 3». Згодом з'явилася у фільмах «Злети і падіння: Історія Дьюї Кокса» (2007) та «Ненароджений» (2009).
2011 року втілила медсестру Енні Міллер у серіалі «Брати і сестри» та знялася у ролі Мелані у ситкомі «Злом» телеканалу «Фокс». Восени 2011 року на екрани вийшов восьмий сезон серіалу «Доктор Хаус», де Еннейбл виконала одну із головних ролей — докторки Джессіки Адамс.
У березні 2014 року долучилася до акторського складу мінісеріалу «Клуб дружин астронавтів», де виконала роль Труді Купер. У 2017—2020 роках виконувала роль Саманти Аріас у серіалі «Супердівчина». З 2021 року виконує роль Джеральдін Бруссар у телесеріалі «Вокер».

## Фільмографія
Станом на  27 вересня 2020

| Рік       |    | Українська назва           | Оригінальна назва                          | Роль                                                    |
| --------- | -- | -------------------------- | ------------------------------------------ | ------------------------------------------------------- |
| 1990      | ф  | Дитсадковий поліцейський   | Kindergarten Cop                           | Роза                                                    |
| 1996      | тф | Спогади                    | Remembrance                                | Шарлотта                                                |
| 1996      | ф  | Дорогий Боженько           | Dear God                                   | Анджела, дочка                                          |
| 2004      | с  | П'ятернята                 | Quintuplets                                | Келлі Гелберґ (1 епізод)                                |
| 2006      | с  | Південний пляж             | South Beach                                | Аріель Каста (8 епізодів)                               |
| 2006      | с  | Монк                       | Monk                                       | Кортні (1 епізод)                                       |
| 2006      | ф  | Відпочинок за обміном      | The Holiday                                | Дівчина з хлопцем                                       |
| 2007      | ф  | Трансформери               | Transformers                               | Світська левиця                                         |
| 2007      | тф |                            | Reckless Behavior: Caught on Tape          | Емма Норман                                             |
| 2007—2008 | с  | Жовтнева дорога            | October Road                               | Одрі Діас (19 епізодів)                                 |
| 2007      | ф  | Важко крокуючи             | Walk Hard                                  | Обкурена дівчина                                        |
| 2008      | ф  | Монстро                    | Cloverfield                                | Бет (Елізабет) Мак-Інтайр                               |
| 2008      | вг | Fallout 3                  | Fallout 3                                  | Амата Альмодовар (голос)                                |
| 2008      | с  |                            | Life on Mars                               | Едріен (1 епізод)                                       |
| 2009      | ф  | Ненароджений               | The Unborn                                 | Кейсі Белдон                                            |
| 2010      | ф  | Пекельний ендшпіль         | Operation: Endgame                         | Темперанс                                               |
| 2010      | в  | Груповуха                  | Group Sex                                  | Ванесса                                                 |
| 2010—2011 | с  | Брати та сестри            | Brothers & Sisters                         | Енні (5 епізодів)                                       |
| 2010      | ф  | І наступить тьма           | And Soon the Darkness                      | Еллі                                                    |
| 2010      | ф  | Знову ти                   | You Again                                  | Джоанна                                                 |
| 2011      | ф  | Подвійний агент            | The Double                                 | Наталі                                                  |
| 2011      | кф |                            | Grow Up Already                            | Вінні                                                   |
| 2011      | в  | Крихітка з Беверлі-Гіллз 2 | Beverly Hills Chihuahua                    | Хлої (голос)                                            |
| 2011—2012 | с  | Злом                       | Breaking In                                | Мелані Гарсія (13 епізодів)                             |
| 2011—2012 | с  | Доктор Хаус                | House M.D.                                 | Д-р Джессіка Адамс (21 епізод)                          |
| 2012      | в  | Крихітка з Беверлі-Гіллз 3 | Beverly Hills Chihuahua 3: Viva La Fiesta! | Хлої (голос)                                            |
| 2013      | тф |                            | Westside                                   | Софі Ненс                                               |
| 2013      | с  |                            | Anger Management                           | Джеймі (1 епізод)                                       |
| 2013      | с  | Новенька                   | New Girl                                   | Шейн (1 епізод)                                         |
| 2013      | с  |                            | Golden Boy                                 | Кет О'Коннор, помічниця окружного прокурора (2 епізоди) |
| 2013—2015 | с  | Банші                      | Banshee                                    | Нола Лонгшедоу (11 епізодів)                            |
| 2014      | с  | Раш                        | Rush                                       | Сара Петерсон (5 епізодів)                              |
| 2014      | с  | Два з половиною чоловіки   | Two and a Half Men                         | Ніколь (3 епізоди)                                      |
| 2015      | с  | Клуб дружин астронавтів    | The Astronaut Wives Club                   | Труді Купер (10 епізодів)                               |
| 2015—2016 | с  | Гріндер                    | The Grinder                                | Девін Стутц (3 епізоди)                                 |
| 2016—2017 | с  | Справжній геній            | Pure Genius                                | Д-р Зої Броккет (13 епізодів)                           |
| 2017—2018 | мс | Єлена з Авалору            | Elena of Avalor                            | Сеньйорита Марісоль (голос, 2 епізоди)                  |
| 2017—2020 | с  | Супердівчина               | Supergirl                                  | Саманта Аріас / Рейн (24 епізоди)                       |
| 2018      | тф | Не спати до Різдва         | No Sleep 'Til Christmas                    | Ліззі Гіннель                                           |
| 2018      | ф  | Правда про брехню          | The Truth About Lies                       | Рейчел Стоун                                            |
| 2018      | кф |                            | The Chair                                  | Брук                                                    |
| 2019      | ф  | Адам і Єва                 | Adam & Eve                                 | Ева                                                     |
| 2019—2020 | с  | Розкажи мені казку         | Tell Me a Story                            | Медді Прюїтт (10 епізодів)                              |
| 2020      | тф |                            | Thirtysomething(else)                      | Джейні Стідмен                                          |
| 2021—2024 | с  | Вокер                      | Walker                                     | Джеррі (головна роль)                                   |
| 2021      | с  | Острів фантазії            | Fantasy Island                             | Дафна Медден (1 епізод)                                 |

### Відеокліпи
| Рік  | Назва                                                | Виконавець | Примітки |
| ---- | ---------------------------------------------------- | ---------- | -------- |
| 2009 | (If You're Wondering If I Want You To) I Want You To | Weezer     | Пані     |

## Нагороди і номінації
Станом на  27.09.2020
| Рік  | Нагорода           | Організація                                             | Категорія                          | Робота              | Результат |
| ---- | ------------------ | ------------------------------------------------------- | ---------------------------------- | ------------------- | --------- |
| 2018 | Сатурн             | Academy of Science Fiction, Fantasy & Horror Films, USA | Найкраща телеакторка другого плану | «Супердівчина»      | Номінація |
| 2015 | За видатні заслуги | Accolade Competition                                    | Провідна акторка                   | «Правда про брехню» | Перемога  |
| 2008 | Крик               | Scream Awards                                           | Найкраща акторка фантастики        | «Монстро»           | Номінація |
| 2018 | Вибір тінейджерів  | Teen Choice Awards                                      | Найкраща лиходійка телебачення     | «Супердівчина»      | Номінація |
| 2008 | Вибір тінейджерів  | Teen Choice Awards                                      | Найкраща кіноакторка горору        | «Монстро»           | Номінація |